# 1721
Évszázadok: 17. század – 18. század – 19. század
Évtizedek: 1670-es évek – 1680-as évek – 1690-es évek – 1700-as évek – 1710-es évek – 1720-as évek – 1730-as évek – 1740-es évek – 1750-es évek – 1760-as évek – 1770-es évek
Évek: 1716 – 1717 – 1718 – 1719 –  1720 – 1721 – 1722 – 1723 – 1724 – 1725 – 1726

## Események

### Határozott dátumú események
- március 24. – Johann Sebastian Bach Keresztély Lajos brandenburgi őrgrófnak(wd) ajánlja a Brandenburgi versenyeket.[1][2]
- május 8. – Michelangelo dei Conti bíborost, osimoi püspököt választják meg pápának, aki a XIII. Ince nevet veszi fel.[3]
- szeptember 10.  (Julián naptár szerint augusztus 30. – Aláírják a nystadi békét, amelynek értelmében Svédország jelentős területi engedményeket tesz Oroszországnak.[4]

## Születések
- január 2. – Varjas János, a Debreceni Református Kollégium professzora († 1786)
- február 16. – Carlowszky János, evangélikus kollégiumi igazgató, költő († 1794)
- február 22. – Fáy Dávid Alajos, jezsuita rendi pap, tanár, költő († 1767)
- július 7. – Csernigai Ignác, jezsuita rendi tanár, költő († 1787)
- augusztus 19. – Philipp Friedrich Gmelin, német professzor, aki botanikát és kémiát tanított († 1768)
- október 19. – Joseph de Guignes francia orientalista, sinológus († 1800)
- december 6. – Chrétien-Guillaume de Lamoignon de Malesherbes, francia jogtudós és államférfi, XVI. Lajos ügyvédje († 1794)
- december 29. – Madame de Pompadour, XV. Lajos francia király szeretője († 1764)

## Halálozások
- március 2. – Ebeczky István, katona, kuruc generális (* 1670)
- március 19. – XI. Kelemen, született Giovanni Francesco Albani (* 1649)[5]